# L'Origine des saveurs
L'Origine des saveurs (chinois simplifié : 风味原产地 ; pinyin : Fēngwèi Yuánchǎndì ; litt. « Le Lieu de production d'origine de la saveur particulière ») est une série télévisée documentaire chinoise. La série explore la cuisine de la Chine, y compris les diverses techniques de cuisson et les histoires derrière les mets chinois.

## Diffusion
La première saison est sorti le 5 février 2019 sur Netflix. La deuxième saison est sorti le 30 octobre 2019 sur Netflix. La troisième saison est sorti le 20 novembre 2020 sur Netflix.

## Épisodes

### Saison 1: La cuisine du Chaoshan 潮汕 (2019)
1. Les olives (橄榄)
2. Le hu tiêu (粿条)
3. Le crabe mariné (腌蟹)
4. La saumure (卤水)
5. La pâte de haricots de Puning (普宁豆酱)
6. Le radis fermenté (菜脯)
7. Les algues (紫菜)
8. Les huîtres (生蚝)
9. Les mandarines de Guangdong (潮柑)
10. Le lei cha (擂茶)
11. Le gâteau de tofu (腐乳饼)
12. La fondue de bœuf (牛肉火锅)
13. Les boulettes de bœuf (牛肉丸)
14. Le yusheng (鱼生)
15. Le repas de poisson (鱼饭)
16. La sauce de poisson (鱼露)
17. Le poisson en boulette et en papillote (鱼丸)
18. Les moules (薄壳)
19. Le galanga (南姜)
20. L'agripaume chinoise (益母草)

### Saison 2: La cuisine du Yunnan 云南 (2019)
1. Les produits laitiers (乳制品)
2. Nanpie (喃撇)
3. Sapie (撒)
4. L'huile de laquier (漆油)
5. Les jambons (火腿)
6. Les condiments végétaux (腌菜)
7. La banane du Japon (芭蕉)
8. Les fruits acidulés (酸水果)
9. La galette de riz (饵)
10. La farine salée (鲊)

### Saison 3: La cuisine du Gansu 甘肃 (2020)
1. Le mouton (羊肉)
2. Les bulbes de lys (百合)
3. Les entrailles de mouton hachées et cuites (羊杂)
4. Les graines de lin (胡麻)
5. Le gua gua (呱呱)
6. Les nouilles au bœuf (牛肉面)
7. Le gluten (面筋)
8. La bouillie (浆水)
9. Le niang pi (酿皮)
10. La pomme de terre (土豆)

### Saison 4: La cuisine du Guiyang 贵阳 (2021)
1. à déterminer (酸汤豆腐)
2. à déterminer (肠旺面)
3. à déterminer (酸粉)
4. à déterminer (烧烤)
5. à déterminer (哨)
6. à déterminer (丝娃娃)
7. à déterminer (蘸水)
8. à déterminer (黄粑)
9. à déterminer (怪噜)
10. à déterminer (酸菜)